# École nationale supérieure de techniques avancées Bretagne
Pour les articles homonymes, voir ENSTA (homonymie).
L’École nationale supérieure de techniques avancées Bretagne (ENSTA Bretagne), située à Brest, était une des écoles d'ingénieurs françaises accréditées au 1er septembre 2020 à délivrer un diplôme d'ingénieur. Elle a fusionné avec l'ENSTA Paris en janvier 2025 pour former l'ENSTA. Néanmoins, la formation dispensée sur le site de Brest par le nouvel établissement ENSTA reste inchangée jusqu'au recrutement de la première promotion de la nouvelle école en 2026.
Il s'agissait d'une grande école d'ingénieurs généraliste française membre de la conférence des grandes écoles. Fondée en 1819, l'ENSTA Bretagne était l’une des plus anciennes écoles d'ingénieurs de France. Elle possédait une dizaine de voies d'expertises applicables dans des secteurs stratégiques pour les entreprises et pour le ministère des Armées. L'école était par ailleurs une institution française spécialisée pour les formations de systèmes pyrotechniques, d'architecte naval et d'ingénieur naval. L'école était aussi l'unique établissement français à former des ingénieurs hydrographes pour le SHOM et des ingénieurs radaristes pour la maîtrise de l'information, formation maintenant dispensée par le nouvel établissement ENSTA.
Membre du groupe ENSTA, l'école était sous tutelle du ministère des Armées qui compte au total quatre écoles d'ingénieurs : École polytechnique, ENSTA Paris, ENSTA Bretagne et ISAE-Supaero. Elle formait environ 180 ingénieurs généralistes chaque année, dont une quarantaine d'ingénieurs militaires au profit de la direction générale de l'Armement : les ingénieurs des études et techniques de l'armement (IETA). Elle recrutait essentiellement ses élèves sur le concours Mines-Télécom.
Elle était l'une des grandes écoles militaires françaises.
L'ENSTA Bretagne a fusionné avec l'ENSTA Paris au 1er janvier 2025 formant ainsi une unique école d'excellence, l'ENSTA, avec deux campus, un à Palaiseau et un à Brest. Elle recrute ses élèves ingénieurs - cursus civil uniquement - sur le concours commun Mines Ponts.
L'ENSTA Bretagne était également une école d'application de l'École Polytechnique.

## Présentation générale

### Historique
Créées en 1819, les écoles de maistrance sont réorganisées au fil des ans avec la mise en place d'une formation à deux niveaux. Les écoles de niveaux supérieurs situées à Brest et Toulon prennent le nom d'écoles normales de maistrance en 1868. À la suite de la disparition de l'école de Toulon, celle de Brest devient l'école supérieure de maistrance en 1877 puis l'école technique supérieure des constructions navales en 1912. L'école technique supérieure de l'artillerie navale est créée à Toulon en 1928. Ces deux écoles forment les écoles techniques supérieures de la marine (ETSM). Elles sont habilitées à délivrer un diplôme d'ingénieur depuis 1934. En 1941, l'école de Toulon est supprimée et seule subsiste l’école technique supérieure des constructions navales de Brest. Elle est regroupée en 1971 avec celles des armements terrestres et de l'aéronautique pour former l'école nationale supérieure des ingénieurs des études et techniques d'armement (ENSIETA). Instituée par le décret du 17 juin 1975, elle a tout d’abord dispensé des formations sur deux sites (Brest et Arcueil) avant que celles-ci ne soient regroupées à Brest en 1986.
À l’origine exclusivement destinée à former des ingénieurs militaires pour les besoins du ministère de la Défense, l’école s’est progressivement ouverte aux élèves civils à partir de 1988. La montée en puissance du nombre des élèves civils s'est faite rapidement dans les années 1990 parallèlement à une diminution des effectifs militaires liée aux restructurations de l'appareil de défense.
En décembre 2010, l'ENSIETA prend le nom d'usage ENSTA Bretagne et devient un membre fondateur avec l'ENSTA ParisTech du groupe ENSTA. Ce groupe a pour vocation d'accueillir d'autres écoles d'ingénieurs de haut niveau afin de se développer.
Etablissement public administratif depuis 1994, l'ENSTA Bretagne est transformé au 1er janvier 2022 en établissement public à caractère scientifique, culturel et professionnel constitué sous la forme d'un grand établissement
En 2022, l'ENSTA Bretagne et l'ENSTA Paris annoncent leur volonté de fusionner, pour augmenter en attractivité sur le plan national et international. Après plusieurs études, la fusion est acceptée par la ministre des armées en 2023 et aboutit à une fusion administrative le premier janvier 2025. La première promotion commune sera recrutée en 2026.

### Partenariat stratégique IMT Atlantique - ENSTA Bretagne
Le 2 février 2017, les directeurs d'IMT Atlantique et de l'ENSTA Bretagne signent une convention de partenariat entre les deux établissements en présence du ministre de la Défense, Jean-Yves Le Drian. La convention prévoit la mise en place, à court et moyen termes, d’actions coordonnées en formation (notamment grâce à l'échange d'étudiants entre les 2 écoles), recherche, innovation et internationalisation et la création d'un pôle d'ingénierie d'excellence et de référence.

IMT Atlantique

### Directeurs successifs depuis 1971
| Prise de fonction | Grade | Nom du directeur    | École d'origine         |
| ----------------- | ----- | ------------------- | ----------------------- |
| 2025              | /     | Estelle Iacona      | Polytech Nantes 96      |
| 2024              | ICA   | Eric Jaeger         | ENSIETA 95              |
| 2020              | ICA   | Bruno Gruselle      | ENSIETA 95              |
| 2017              | IGA   | Pascal Pinot        | ENSIETA 90              |
| 2013              | IGA   | Patrick Puyhabilier | ENSIETA 90              |
| 2007              | IGA   | Francis Jouanjean   | ENSIETA 77              |
| 2002              | ICA   | Philippe Le Glas    | École polytechnique X77 |
| 1998              | IGETA | Jean-Paul Quémeneur | ETSM promo 67           |
| 1995              | IGETA | François Milin      | ETSM promo 64           |
| 1992              | IGETA | Claude Le Roy       | ETSM promo 61           |
| 1989              | ICA   | Alain Renaudeau     | ETSM promo 62           |
| 1984              | IGA   | Bernard Jugue       | École polytechnique X49 |
| 1978              | IGA   | Gilles Mulatier     | École polytechnique X51 |
| 1971              | IGA   | Bernard Thauvin     | École polytechnique X53 |

## Réseaux

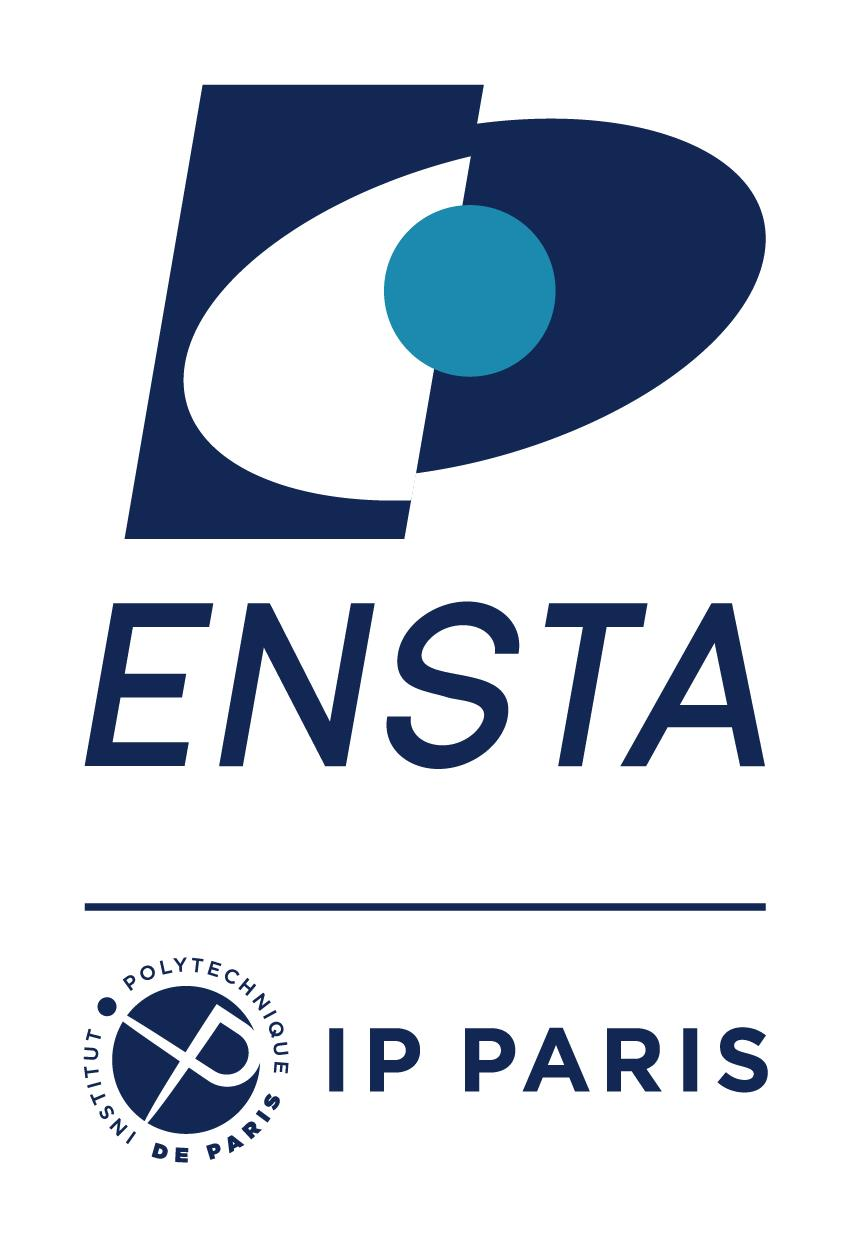
ENSTA Paris - IP Paris Membre du groupe ENSTA

L'ENSTA Bretagne était administrateur de « France Energies Marines » et des pôles de compétitivité « Mer Bretagne Atlantique» et « iD4car ». L'ENSTA Bretagne était aussi administrateur de l'Université Bretagne-Loire (UBL). L'ENSTA Bretagne était également membre des pôles de compétitivité « Images et Réseaux » et « EMC2 ». Enfin depuis décembre 2010, l'école était membre fondateur du groupe ENSTA avec ENSTA Paris.

## Formation

### Ingénieur généraliste
Les promotions étaient d'environ 180 élèves (78 % civils et 22 % militaires) et essentiellement recrutés sur le concours commun Mines Télécom.
Les diplômes d'ingénieurs de l'ENSTA Bretagne étaient accrédités par la Commission des titres d'ingénieur (CTI) et labellisés EURACE (Label européen délivré par la CTI). A l'instar du surnom "X" pour les élèves de l'Ecole Polytechnique, ou "TA" pour l'ENSTA Paris, les étudiants à l'ENSTA Bretagne étaient surnommés les "TAB".
La première année d'étude était commune à tous les élèves de l'école où un enseignement général est dispensé (mathématique, physique, informatique, mécanique, électronique, management, finance, culture scientifique ...)
Huit voies d'approfondissement et 21 profils professionnels étaient proposés à partir de la deuxième année :
- Architecture Navale et Offshore (ANO)
- Architecture de Véhicules (AV)
- Hydrographie et Océanographie (HYO)
- Modélisation Avancée des Matériaux et des Structures (MAMS)
- Systèmes Pyrotechniques (SP)
- Systèmes d'observation et intelligence artificielle (SOIA)
- Systèmes numériques et sécurité (SNS)
- Robotique mobile (ROB)

Une spécialisation en Ingénierie et Science de l'Entreprise (ISE) était également possible en troisième année.
Les élèves du cycle ingénieur pouvaient effectuer leur troisième année dans plusieurs autres grandes écoles dans le cadre d'une substitution ou d'un double diplôme :
- Ecole Polytechnique
- Ecole Normale Supérieure Paris Saclay
- ENSTA Paris
- Télécom ParisTech
- ISAE Supaero
- INSTN
- IMT Atlantique
- AUDENCIA
- Ecole Navale (Cursus Officier de la Marine Nationale)
- Ecoles du réseau Polyméca (ENSMA, ENSIAME, ENSEIRB Matméca, ENSMM, ENSIL-ENSCI, Seatech et SUPMECA)

De plus, les élèves ingénieurs de l'ENSTA Bretagne réalisaient tous un séjour d'étude ou de stage à l'étranger. Les 88 accords de partenariat l'ENSTA Bretagne avec des universités dans une trentaine de pays favorisaient la réalisation de semestres de substitution ou de parcours de double diplôme à l'international.

### Ingénieur par alternance
Depuis 2006, l'ENSTA Bretagne proposait une formation d'ingénieurs généraliste par alternance en 3 ans. Elle incluait 3 spécialités (systèmes embarqués, architecture de véhicules, plates-formes navales) et un parcours complémentaire (sciences de l'entreprise).

### Masters
- Master International en Ingénierie Automobile
- Master en Génie maritime
- Master en Hydrographie, Catégorie A (FIG OHI)
- Master en Robotique Mobile - Application en robotique marine
- Master Architecture et sécurité des systèmes électroniques et logiciels

### Mastères spécialisés (MS)
Ces formations de niveau Bac+6 étaient accréditées par la Conférence des Grandes Ecoles :
- MS Pyrotechnie et Propulsion
- MS Expert en Énergies Marines Renouvelables
- MS Ingénierie Marine / Architecture Navale et Offshore option "ingénierie navale et offshore" ou "ingénierie et architecture navale : ship design"
- MS Management de projets maritimes - Maintenance des navires
- MS Ingénierie des Systèmes de Localisation et Multi-senseurs
- MS Cybersécurité des systèmes maritimes et portuaires

### Doctorats
L'ENSTA Bretagne accueillait chaque année une centaine de doctorants (bac +8) dans ses départements de recherche. L'ENSTA Bretagne était co-accréditée pour délivrer le diplôme de doctorat dans deux écoles doctorales :
- UBL - Sciences pour l'ingénieur
- UBL - MathsSTIC

### Formations continues
L'ENSTA Bretagne proposait de nombreux stages courts des formations continues dans les domaines de l'informatique, de l'électronique, de l'électrotechnique, de la mécanique, de l'hydrographie - océanographie et du management.

## Classements
Classements nationaux (classée en tant qu'ENSTA Bretagne au titre de son diplôme d'ingénieur)
| Nom                                      | Année | Rang |
| ---------------------------------------- | ----- | ---- |
| DAUR Rankings                            | 2022  | 19   |
| L’Étudiant                               | 2023  | 20   |
| L’Usine Nouvelle                         | 2023  | NC   |
| Le Figaro Étudiant[pertinence contestée] | 2024  | 23   |

## Promotions

### Promotions d'ingénieurs civils
| Années de sortie | Noms de promotion     | Parrains/Marraines    | Entreprises                               |
| ---------------- | --------------------- | --------------------- | ----------------------------------------- |
| 2026             | Évariste Galois       | Anne Diaz de Tuesta   | Eurosam                                   |
| 2025             | Marie Marvingt        | Emmanuel Levacher     | Arquus                                    |
| 2024             | Henri Navier          | Emmanuel Levacher     | Arquus                                    |
| 2023             | Edwin Hubble          | Jacques Aschenbroich  | Valeo / Orange                            |
| 2022             | Henri Delauze         | Guénaël Guillerme     | ECA Group                                 |
| 2021             | Alan Turing           | Antoine Bouvier       | MBDA / Airbus                             |
| 2020             | Jean-Loup Chrétien    | Pierre Eric Pommellet | Thales                                    |
| 2019             | Gustave Zédé          | Hervé Guillou         | Naval Group                               |
| 2018             | Claudie Haigneré      | Alain Charmeau        | ArianeGroup (ex. Airbus Safran Launchers) |
| 2017             | Marie-Louise Paris    | Jean-Pierre Denis     | Crédit mutuel Arkéa                       |
| 2016             | Georges-Marie Haardt  | Yann Vincent          | PSA Peugeot Citroën                       |
| 2015             | James Bichens Francis | Ronan Stéphan         | Alstom                                    |
| 2014             | Jules Verne           | Jean Cahuzac          | Subsea 7                                  |
| 2013             | La Pérouse            | Jean-Georges Malcor   | CGG Veritas                               |
| 2012             | Louis Blériot         | Jean-Paul Herteman    | Safran                                    |
| 2011             | Galilée               | Hervé Guillou         | EADS Defence & Security Systems           |
| 2010             | Léonard de Vinci      | Bernard Charlès       | Dassault Systèmes                         |
| 2009             | Ariane                | Pascale Sourisse      | Thales Alenia Space                       |
| 2008             | John Scott Russell    | Patrick Boissier      | Chantiers de l'Atlantique                 |
| 2007             | Alfred Nobel          | Marwan Lahoud         | MBDA                                      |
| 2006             | Beau de Rochas        | Thierry Morin         | Valeo                                     |
| 2005             | Éole                  | Claude Darmon         | Cegelec                                   |
| 2004             | Jacques-Noël Sané     | Jean-Marie Poimboeuf  | DCNS                                      |
| 2003             | Léon Foucault         | Jean-Claude Asscher   | Tekelec Airtronic                         |
| 2002             | Guglielmo Marconi     | Denis Ranque          | Thales (ex. Thomson CSF)                  |
| 2001             | Thomas Edison         | François Roussely     | Électricité de France                     |

### Promotions d'ingénieurs militaires
Suivant le même cursus que les ingénieurs civils, ils effectuent une année de formation militaire initiale en commun avec les élèves de l’École polytechnique.
Depuis la promotion 2009, les élèves militaires appartenant au corps des IETA sont, comme dans les autres écoles françaises d'officiers, baptisés et parrainés par un de leurs anciens. Ce baptême a lieu en deuxième année et se déroule depuis 2016 sur le site de Balard au même moment que le baptême d'une promotion d'élèves officiers du corps des ingénieurs de l'armement (IA). Avant 2016, il avait lieu à l'École militaire. Les promotions militaires portent ce nom en plus du nom de la promotion complète.
Les élèves militaires IETA de deuxième année participent également au Séminaire interarmées des grandes écoles militaires (SIGEM) qui a lieu tous les ans à Paris.
Les élèves militaires de l'école défilèrent pour la première fois sur les Champs-Elysées lors du 14 juillet 2021 à l'occasion de l'anniversaire des 60 ans de la DGA[réf. souhaitée].
| Années de sortie | Insignes                                                             | Noms de promotion                                       | Parrains/marraines                                                       | Affectation                                                                                                   |
| ---------------- | -------------------------------------------------------------------- | ------------------------------------------------------- | ------------------------------------------------------------------------ | --- |
| 2026             |                                                                      | Henri Louis Duhamel du Monceau                          | Madame l’ingénieure générale de 1ère classe de l’armement, Corinne Lopez | |
| 2022             |                                                                      | Ingénieur Général du Génie Maritime Henri Dupuy de Lôme |                                                                          | |
| 2021             |                                                                      | Général Jean Estienne                                   |                                                                          | |
| 2020             |                                                                      |                                                         |                                                                          | |
| 2019             | Insigne de la promotion IETA 2019 : Lieutenant-général de Gribeauval | Lieutenant-Général Jean-Baptiste Vaquette de Gribeauval | IGETA François Cau                                                       | |
| 2018             |                                                                      | Général Pierre-Marie Gallois                            | IGETA Pascal Cauchon                                                     | |
| 2017             |                                                                      | Ingénieur général Paul Tellié                           | IG2ETA Thierry Puig                                                      | Adjoint Ressources humaines à la Direction des opérations                                                     |
| 2016             | Insigne de la promotion IETA Ingénieur général Louis Kahn            | Ingénieur général Louis Kahn                            | IG2ETA Joaquin Cutillas                                                  | Chef de service adjoint du Service central de la modernisation et de la qualité (DGA/SMQ)                     |
| 2015             |                                                                      | Ingénieur général Albert Caquot                         | IGETA Éric Jezequel                                                      | Adjoint au chef du service de maintien en condition opérationnelle (SMCO)                                     |
| 2014             | Insigne de la promotion militaire IETA 2014                          | Ingénieur général Henri Ziegler                         | IGETA Thierry Puig                                                       | Directeur adjoint du SIMMT (Structure Intégrée du Maintien en condition opérationnelle du Matériel Terrestre) |
| 2013             | Insigne promo IG Louis-Émile Bertin                                  | Ingénieur général Louis-Émile Bertin                    | IG2ETA Éric Waringhem                                                    | Directeur du centre d'analyse technico-opérationnelle de défense (CATOD)                                      |
| 2012             |                                                                      | Lieutenant-colonel Émile Rimailho                       | IG2ETA Christian Hélou                                                   | Directeur de DGA Techniques hydrodynamiques                                                                   |
| 2011             | Insigne promo IG Ferrié                                              | Ingénieur général Gustave Ferrié                        | IG2ETA Jean-Christophe Cardamone                                         | Directeur de l'unité de management "missiles et drones"                                                       |
| 2010             | Insigne de promotion J. Stosskopf                                    | Ingénieur général Jacques Stosskopf                     | IG2ETA Louis Marchis                                                     | Directeur des unités de management terrestres                                                                 |
| 2009             | Insigne promo Maréchal de Vauban                                     | Maréchal de Vauban                                      | IG2ETA Claude Common                                                     | Directeur du centre d'études de Gramat                                                                        |

## Vie étudiante
L'ENSTA Bretagne et les élèves, par l'intermédiaire du bureau de élèves, proposent des rencontres sportives, voile, musique, théâtre, soirées étudiantes, concerts, etc.
Le bureau des élèves (BDE) pilote toutes les activités extrascolaires proposées aux étudiants : soirées, manifestations sportives, galas, week-end d'intégration (accueil des nouveaux élèves), journée cohésion (journée élèves/personnels), etc. Il anime La maison des élèves de l'ENSTA Bretagne, gère le foyer et coordonne les clubs :
- activités culturelles : théâtre, peinture, cirque, etc.
- activités multimédias : BDAV (Bureau De l'AudioVisuel), Club BD/Jeux, etc.
- défis techniques : Spacieta (club spatial) coupe de France de robotique, trophée SIA, Shell Eco-Marathon, le robot sous-marin SAUC-E, etc.
- aventures sportives : Longtze Student Cup, 4L Trophy, etc.
- humanitaire.

L'Association Sportive (AS) propose de nombreuses activités sportives : rugby, handball, volley, football, basket, natation, escrime, tennis de table, tennis, badminton, judo, plongée, cyclisme, voile, etc. qui peuvent, pour la plupart, être exercées grâce aux moyens de l’école. L'ENSTA Bretagne participe au tournoi sportif des grandes écoles de la Défense (TSGED) qui a lieu tous les ans sur le campus de l'École polytechnique (Palaiseau), Croisière EDHEC, etc.
IMPACT est une Junior-Entreprise qui propose ses services à l'industrie, en menant des projets comme la réalisation de cartes de routage électroniques, l'expertise de certaines structures à l’aide de logiciels de calculs, etc. Les élèves complètent ainsi leur formation et découvrent de manière concrète les différentes activités de l'ingénieur.
L'association des anciens élèves de l'ENSTA Bretagne « ENSTA Bretagne Alumni » (initialement 2AE) a été créée en 1991. Elle s'attache à promouvoir l'école, notamment via le réseau des diplômés, et à faciliter leur accès à des emplois dans l’industrie leur permettant de mettre en valeur leurs compétences.

## Laboratoires de recherche
Point d'appui de la formation, la recherche à l’ENSTA Bretagne était structurée en trois départements. Elle répondait à deux objectifs principaux :
- faire progresser le champ des connaissances dans les domaines de compétences de l’école et répondre aux besoins des acteurs industriels et du ministère des Armées ;
- assurer aux élèves-ingénieurs une formation scientifique à la pointe des connaissances actuelles et leur insuffler curiosité, esprit d’initiative et créativité.

L'ENSTA Bretagne disposait aussi de laboratoires communs avec Thales, Naval Group et IxBlue.
Département mécanique
Le laboratoire IRDL (Institut de Recherche Dupuy de Lôme, UMR CNRS 6027) rassemble des enseignants chercheurs de l'ENSTA Bretagne, de l'ENIB et des deux universités de l'ouest breton, UBO et UBS. Les travaux portent sur les sciences et technologies de la mécanique et des matériaux. Ces recherches sont conduites en lien étroit avec les entreprises industrielles liées à l'automobile, l'énergie, l'aéronautique, la santé, aux transports et à tous les domaines en interaction dynamique avec le milieu marin (construction navale, offshore, énergies marines renouvelables).
Les thématiques de recherche de l'ENSTA Bretagne portent sur :
- assemblages multi-matériaux
- structures et interactions
- comportement et durabilité des matériaux

Département Sciences et Technologies de l'Information et de la Communication (STIC)
Le Lab-STICC (Laboratoire des Sciences et Technologies de l'Information, de la Communication et de la Connaissance, UMR CNRS 6285) comprend 180 enseignants-chercheurs issus de Télécom Bretagne, de l'UBO, de l'UBS (Université de Lorient-Vannes), de l'ENIB et de l'ENSTA Bretagne.
L'ENSTA Bretagne est le 3e contributeur du laboratoire. Elle intervient dans 11 des 17 équipes thématiques :
- Pôle CACS (Communications, Algorythmes, Circuits et Systèmes)
  - Équipe COM : Digital communications (Underwater acoustic communications, Digital communications and telecommunications, 5G)
  - Équipe MOCS : Methods, Tools for design of Architectures and Circuits (Robust and reconfigurable embedded systems, Formal proof of real-time critical SW/HW systems)
- Pôle IA&Océan : 
  - Équipe M3: Marine Mapping and Metrology
  - Équipe ROBEX : Robotique pour l'exploration
  - Équipe OSE: Observation, Signal et Environnement
- Pôle MOM : Micro-ondes, Optoélectronique et Matériaux
  - Équipe PIM : EM propagation (Radar systems, New approaches of EM simulation, Application to innovative EEG)
  - Équipe DIM : EM and optronics devices (Filtrering, Body Area Networks)
- Programmes transverses
  - ICTO : ICT and Ocean (Mer)
  - CYRUS : Cyber-sécurité
  - Systèmes de DRONES
  - IA : Intelligence Artificielle

Département Sciences Humaines et Sociales (SHS)
Le Laboratoire Formation et Apprentissages Professionnels (FoAp - EA 7529) regroupe 30 enseignants-chercheurs du CNAM Paris (établissement principal), d'AgroSup Dijon et de l'ENSTA Bretagne. Les activités de recherche en SHS s’inscrivent dans le prolongement de la formation d'ingénieurs. Elles portent sur la connaissance des ingénieurs et cadres, leur formation et leur socialisation professionnelle, ainsi que sur les enjeux sociaux, éthiques ou scientifiques de leurs activités.